# Radikal 207
Radikal 207 mit der Bedeutung „Trommel“ ist eines von lediglich vier traditionellen Radikalen der chinesischen Schrift mit dreizehn Strichen.  
Mit 5 Zeichenverbindungen in Mathews’ Chinese-English Dictionary kommt es nur sehr selten vor. Im Kangxi-Wörterbuch finden sich unter diesem Radikal immerhin noch 46 Schriftzeichen.
Das ursprüngliche Piktogramm dieses Zeichens zeigt eine Hand, die mit einem Stück Holz auf ein Tongefäßen schlägt, das mit Kleie gefüllt und mit einem Tierfell bespannt war. Trommeltürme bei den chinesischen Tempeln dienten dazu, den Beginn und das Ende der Arbeit anzuzeigen, während von den Glockentürmen die Gebete eingeläutet wurden. 

## Schriftzeichenverbindungen, die vom Radikal 207 regiert werden
| Striche | Zeichen     |
| ------- | ----------- |
| +0      | 鼓 鼔       |
| +05     | 鼕 鼖       |
| +06     | 鼗          |
| +08     | 鼘 鼙 鼚 鼛 |
| +10     | 鼜          |
| +11     | 鼝 鼞       |
| +12     | 鼟          |

 Im Unicodeblock Kangxi-Radikale ist das Radikal 207 unter der Codepointnummer 12.238 (U+2FCE) codiert.